# Hélio Borges
Hélio Ornellas Borges (São Paulo, 6 de março de 1917 — São João da Boa Vista, 5 de setembro de 2003) foi biólogo e professor paulista.
Filho de Guilherme Coelho Borges, de nacionalidade portuguesa, e de Thereza Caso Borges. Inicia seus estudos na Escola Primária das Irmãs Riedel, continuando-os no Ginásio Nossa Senhora do Carmo, até 1935. Licenciou-se em Ciências Naturais, pela Faculdade de Ciência e Letras da Universidade de São Paulo, tendo prestado Concurso, em 1944, para o cargo de professor de Biologia, e em 1949, Concurso de Títulos e Provas, para o de Ciências Naturais.
Sua atividade docente é iniciada em outubro de 1940, na Escola Normal de Piracicaba e, como professor efetivo, no então Colégio Estadual de São João da Boa Vista, hoje EEPSG "Cel. Cristiano Osório de Oliveira". Na década de 50, foi membro da Banca Examinadora Oficial, nos Concursos para professor de Ciências. Em 1952, por Remoção, ocupa a Cadeira de Biologia no Instituto de Educação "Cardeal Leme", em Espírito Santo do Pinhal.
Foi presidente do Rotary Clube de São João da Boa Vista, sócio correspondente da União Brasileira de Escritores, e, durante alguns anos, pertenceu à Diretoria da Sociedade de Cultura Artística de São João da Boa Vista. Colaborou na implantação da Semana Guiomar Novaes
Fundador da fábrica de giz Multicromo, na qual desenvolveu uma variedade de giz hipoalergênica.